# Bill Macy
Bill Macy, właśc. Wolf Martin Garber (ur. 18 maja 1922 w Revere, zm. 17 października 2019 w Los Angeles) – amerykański aktor filmowy, telewizyjny i teatralny.

## Życiorys
Urodził się w Revere w stanie Massachusetts w rodzinie żydowskiej jako syn Mollie (z domu Friedopfer) (1889–1986) i Michaela Garbera (1884–1974), producenta. Wychowywał się na Brooklynie w Nowym Jorku i zanim rozpoczął karierę aktorską pracował jako taksówkarz.
W 1969 zadebiutował na Off-Broadwayu w kontrowersyjnej rewii teatralnej Oh! Calcutta!. W latach 1972–1978 grał Waltera Findlaya, cierpiącego męża tytułowej bohaterki sitcomu CBS Maude, z udziałem Beatrice Arthur. Wystąpił jako przewodniczący ławy przysięgłych w komedii satyrycznej Mela Brooksa Producenci (1968) u boku Zera Mostela i Gene’a Wildera. Był też obsadzony w komediach: Szajbus (The Jerk, 1979) Carla Reinera ze Steve’em Martinem i Mój najlepszy rok (1982) Richarda Benjamina z Peterem O’Toole.
Zmarł 17 października 2019 w Los Angeles w wieku 97 lat.

## Filmografia

### Filmy
- Producenci (1968) jako przewodniczący jury
- Oh! Calcutta! (1972)
- A teraz wszyscy razem (1975) jako Charles Drummond
- Ostatni seans (1977) jako Charlie Hatter
- Fantastyczna siódemka (1979) jako Frank Wallach
- Szajbus (1979) jako Stan Fox
- Mój najlepszy rok (1982) jako Sy Benson
- Zła diagnoza (1985) jako dr Gerald Marx, ojciec Jeffreya
- Perry Mason: Tajemnicze morderstwo (1987) jako Richard Wilson
- Siostrzyczki (1990) jako Pat
- Doktor (1991) jako dr Al Cade
- Depresja gangstera (1999) jako dr Isaac Sobel, ojciec Bena
- Przetrwać święta (2004) jako dziadek Doo-Dah (Saul)
- Holiday (2006) jako Ernie
- Facet od WF-u (2007) jako ojciec Jaspera

### Seriale TV
- Maude (1972–78) jako Walter Findlay
- Statek miłości (1977–86) jako Jack Davidson/ Myles (gościnnie, 1984 i 1986)
- Hardcastle i McCormick (1983–86) jako Art Healy (gościnnie, 1985)
- Opowieści z ciemnej strony (1983–88) jako Ben Martin (gościnnie, 1985)
- Riptide (1984–86) jako Chuck Davis (gościnnie, 1985)
- Napisała: Morderstwo (1984–96) jako Myron Kinkaid/wujek Ben Mayberry (gościnnie, 1986 i 1989)
- Prawnicy z Miasta Aniołów (1986–94) jako Irving Lewis (gościnnie, 1986)
- Matlock (1986–95) jako Sid Franklin (gościnnie, 1991)
- Autostrada do nieba (1984–89) jako Vinny DeGeralimo/Max (gościnnie, 1985 i 1988)
- Detektyw w sutannie (1989–91) jako porucznik Ed Morgan (gościnnie, 1990)
- Columbo jako Ruddick w odc. pt. To tylko gra z 1993
- Kroniki Seinfelda (1989–98) jako Herb (gościnnie, 1996)
- Diagnoza morderstwo (1993–2001) jako Eugene McReedy  (gościnnie, 1994)
- Nowojorscy gliniarze (1993–2005) jako Moe Neiberg (gościnnie, 1995)
- Świat według Dave’a (1993–97) jako pan Rothman (gościnnie, 1994)
- Szpital Dobrej Nadziei (1994–2000) jako Murray Robbins (gościnnie, 1996)
- Viper (1994–99) jako Marty (gościnnie, 1998)
- Dotyk anioła (1994–2003) jako Walter Titlebaum (gościnnie, 2000)
- Ostry dyżur (1994–2009) jako Richard Gould (gościnnie, 2004)
- Ned i Stacey (1995–97) jako Jack (gościnnie, 1996)
- Podróż do Ziemi Obiecanej (1996–99) jako George Laverne (gościnnie, 1997)
- Millennium (1996–99) jako demon Blurk (gościnnie, 1998)
- Oni, ona i pizzeria (1998–2001) jako pan Harrison (gościnnie, 1998)
- Norman w tarapatach (1999–2001) jako Phil (gościnnie, 1999)
- Jack i Jill (1999–2001) jako Stanley Ashton (gościnnie, 1999)
- Powrót do Providence (1999–2002) jako pan Foley (gościnnie, 2000)
- Samotni strzelcy (2001) jako pan Dimsdale (gościnnie)
- On, ona i dzieciaki (2001–05) jako uczestnik przejażdżki (gościnnie, 2002)
- Las Vegas (2003–08) jako Sharkey Rosenthal (gościnnie, 2006)
- Port lotniczy LAX (2004–05) jako Martin (gościnnie, 2004)
- Oczytana (2005–06) jako Charlie (gościnnie, 2005)
- Teraz ty! (2007–08) jako Troy (gościnnie, 2007)
- Na imię mi Earl (2005–09) jako Whiskey Pete (gościnnie, 2007)
- Jak poznałem waszą matkę (2005–14) jako mężczyzna siedzący obok Barneya w metrze (gościnnie, 2007)
- True Jackson (2008–11) – gościnnie
- Siostra Hawthorne (2009–11) jako pan Rickles (gościnnie, 2010)